# La Chatte métamorphosée en femme
La chatte métamorphosée en femme (título original en francés; en español, La gata transformada en mujer) es una opéra comique en un acto con música de Jacques Offenbach y libreto en francés de Eugene Scribe y Mélésville. Se estrenó en París en el Théâtre des Bouffes-Parisiens el 19 de abril de 1858, y se mantuvo en el repertorio de los Bouffes-Parisiens durante algún tiempo.
Se repuso en el Festival de Carpentras el año 1986 Carpentras, y más recientemente en el Théâtre de Cornouaille, Quimper y la Opéra de Rennes, en 2008.
En las estadísticas de Operabase aparece con sólo 2 representaciones en el período 2005-2010. 

## Personajes
| Personaje                             | Tipo de voz  | Reparto en su estreno del 19 de abril de 1858. (Director: Jacques Offenbach) |
| ------------------------------------- | ------------ | ---------------------------------------------------------------------------- |
| Guido, hijo de un mercader de Trieste | tenor        | Tayau                                                                        |
| Marianne, una viuda, su casera        | mezzosoprano | Marguerite Macé                                                              |
| Minette, la gata de Guido             | soprano      | Lise Tautin                                                                  |
| Dig-Dig                               | barítono     | Désiré                                                                       |